# Albrecht Fischer (Zoologe)
Albrecht E. Fischer (* 12. Juni 1937 in Hohenliebenthal (heute Lubiechowa in der Landgemeinde Świerzawa, Niederschlesien); † 26. Dezember 2023) war ein deutscher Zoologe und Entwicklungsbiologe.

## Leben
Fischer begann 1956 sein Studium an der Eberhard Karls Universität Tübingen. Er ging dann nach Kiel und Stuttgart und legte 1962 das Erste Staatsexamen in Freiburg im Breisgau ab. Fischer wurde 1964 an der Albert-Ludwigs-Universität Freiburg promoviert. Seine Dissertation Über den Bau und die Hell-Dunkel-Anpassung der Augen und des Chromatophorensystems bei Platynereis dumerilii (Polychaeta) wurde von Carl Hauenschild (1926–2012) betreut. Von 1964 bis 1967 war Fischer Assistent am Anatomischen Institut der Universität Kiel. Bei einer Expedition nach Samoa im Jahr 1966 zusammen mit Carl Hauenschild und Dietrich Kurt Hofmann untersuchte er die Mondperiodizität und die Geschlechtsreifung beim Pazifischen Palolowurm.
Albrecht Fischer arbeitete ab 1967 an der Universität zu Köln und habilitierte sich 1971 dort. In Köln war er Oberassistent, Dozent, 1974 außerplanmäßiger Professor und ab 1980 C3-Professor. 1987 folgte Fischer einem Ruf auf eine C4-Professur für Experimentelle Morphologie und Spezielle Zoologie an der Johannes Gutenberg-Universität Mainz, wo er bis zu seiner Pensionierung 2002 blieb.
Fischer befasste sich insbesondere mit der Entwicklungsbiologie und Fortpflanzung mariner Ringelwürmer (Anneliden) wie Platynereis dumerilii. Darüber drehte er auch einen Film, der 1985 einen Preis der International Society of Developmental Biologists erhielt (und ebenso weitere Filme, auch über Neunaugen). 1999/2000 war Fischer Präsident der Deutschen Zoologischen Gesellschaft und wurde 2017 zu deren Ehrenmitglied berufen. Zeitlebens setzte er sich für die bessere Wertschätzung deskriptiver (beschreibender) Methoden und der Speziellen Zoologie ein.
Fischer starb 2023 im Alter von 86 Jahren. Er wurde auf dem Friedhof in Köln-Junkersdorf beigesetzt.

## Schriften
- (zusammen mit Carl Hauenschild) Platynereis dumerilii. Gustav Fischer Verlag, Stuttgart 1969
- (zusammen mit Hans-Dieter Pfannenstiel als Herausgeber) Polychaete reproduction: progress in comparative reproductive biology. International Symposium Helgoland, April 1982. Fischer Verlag, Stuttgart 1984. ISBN 978-3-437-30439-2
- (zusammen mit Ulrich Hoeger) Metabolic links between somatic sexual maturation and oogenesis in nereid annelids—a brief review. Invertebrate Reproduction & Development 23 (1993) S. 131–138 doi:10.1080/07924259.1993.9672304
- Reproductive and developmental phenomena in annelids: a source of exemplary research problems. in: Adriaan W.C. Dorresteijn, Wilfried Westheide (Hrsgb.): Reproductive Strategies and Developmental Patterns in Annelids. Hydrobiologoia 402 (1999) S. 1–20 doi:10.1007/978-94-017-2887-4_1
- (als Herausgeber) The Helgoland manual of animal development: notes and laboratory protocols on marine invertebrates. Pfeil, München 2013. ISBN 978-3-89937-161-1

## Filme
- Die frühesten Entwicklungsvorgänge beim Spiralierkeim (Platynereis, Sabellaria, Pomatoceros). IWF Göttingen, 1983; verfügbare Sprachen: deutsch, englisch doi:10.3203/IWF/C-1476
- (zusammen mit Bernd Kluge) Körperorganisation larvaler und adulter Flußneunaugen (Lampetra fluviatilis).  IWF Göttingen, 1988; verfügbare Sprachen: deutsch, englisch doi:10.3203/IWF/C-1700
- (zusammen mit Bernd Kluge) Fortpflanzung und Embryonalentwicklung bei Neunaugen (Lampetra fluviatilis, Lampetra planeri).  IWF Göttingen, 1990; verfügbare Sprachen: deutsch, englisch doi:10.3203/IWF/C-1701
- (zusammen mit Karsten R. Mewes und Hans-Dieter Franke) Stolonisation und Paarungstanz bei Autolytus prolifer (Polychaeta).  IWF Göttingen, 1992; verfügbare Sprachen: deutsch, englisch doi:10.3203/IWF/C-1799
- Der Meeresringelwurm Platynereis dumerilii: Ein Labortier stellt sich vor. IWF Göttingen, 2005; ohne Ton doi:10.3203/IWF/C-12740
- (zusammen mit Sven A. Zörner) Die räumliche Struktur von Lichtblitzen beim Polychaeten Eusyllis blomstrandi (Annelida).  IWF Göttingen, 2006; ohne Ton doi:10.3203/IWF/W-13087
- (zusammen mit Bernhard Kluge) Entwicklung, Anatomie und Biologie der Neunaugen: Ursprüngliche und abgeleitete Eigenschaften.  IWF Göttingen, 2006; ohne Ton doi:10.3203/IWF/C-12971